# Москоу (Тенеси)
Москоу (енгл. Moscow) град је у америчкој савезној држави Тенеси.

## Демографија
По попису из 2010. године број становника је 556, што је 134 (31,8%) становника више него 2000. године.
| Група             | 2000.       | 2010.       |
| Белци             | 289 (68,5%) | 223 (40,1%) |
| Афроамериканци    | 123 (29,1%) | 314 (56,5%) |
| Азијати           | 0 (0,0%)    | 0 (0,0%)    |
| Хиспаноамериканци | 5 (1,2%)    | 18 (3,2%)   |
| Укупно            | 422         | 556         |